# Dobsonia praedatrix
Dobsonia praedatrix é uma espécie de morcego da família Pteropodidae. Endêmica da Papua-Nova Guiné, é restrita ao arquipélago de Bismarck, onde poder ser encontrada nas ilhas de Duke of York, Dyaul, Mioko, New Britain, New Ireland, Ulu, Umboi (e ilhas menores adjacentes), e nas ilhas New Hanover.